# Lynne Moody
Lynne Moody (Detroit (Michigan), 17 februari 1946) is een Amerikaanse actrice.

## Biografie[2]
Moody is geboren in Detroit maar is opgegroeid in Evanston (Illinois). Zij heeft gestudeerd aan het Pasadena Playhouse. Moody heeft in het verleden gewerkt als een Playboy bunny in Sunset Boulevard Club in Los Angeles.
Moody begonin 1973 met acteren in de film Scream Blacula Scream. Hierna heeft ze nog meerdere rollen gespeeld in televisieseries en films zoals That's My Mama (1974-1975), Soap (1979-1981), Hill Street Blues (1982-1984), E/R (1984-1985), Knots Landing (1988-1990) en Chicago Hope (1994-1999).

## Filmografie[3]

### Films
Uitgezonderd korte films.
- 2020 The Heights a Perfect Reunion - als directrice Marilyn Bryant
- 2009 Mrs. Washington Goes to Smith – als dr. Twineman
- 2005 The Reading Room – als Helen
- 1997 Ellen Foster – als mrs. Douglas
- 1997 The Ditchdigger's Daughters – als Kathryn
- 1997 Trials of Life – als Penny
- 1995 Escape to Witch Mountain – als Lindsay Brown
- 1995 Ray Alexander: A Menu for Murder – als Elizabeth Butler
- 1994 Ray Alexander: A Taste for Justice – als Elizabeth Butler
- 1993 Last Light – als Hope Whitmore
- 1986 A Fight for Jenny – als Alice Martin
- 1985 Lost in London – als Janet Williams
- 1984 The Toughest Man in the World – als Leslie
- 1983 A Caribbean Mystery – als Victoria Johnson
- 1983 Wait Till Your Mother Gets Home – als Marion
- 1982 White Dog – als Molly
- 1982 Some Kind of Hero – als Lisa Keller
- 1981 Fly Away Home – als Mercy
- 1981 Goldie and the Boxer Go to Hollywood – als Melanie Foster
- 1981 The Oklahoma City Dolls – als Arvelle
- 1981 A Matter of Life and Death – als Harley
- 1980 Willow B: Women in Prison – als Lynn
- 1979 Charleston – als Minerva
- 1978 The Evil – als Felicia Allen
- 1976 Nightmare in Badham County – als Diane Elmery
- 1975 Las Vegas Lady – als Carol
- 1973 Scream Blacula Scream – als Denny

### Televisieseries
Uitgezonderd eenmalige gastrollen.
- 2000 – 2002 General Hospital – als Florence Campbell – 18 afl.
- 1997 Beverly Hills, 90210 – als Vanessa Markley – 2 afl.
- 1994 – 1995 Chicago Hope – als dr. Rachel Kleema – 2 afl.
- 1988 – 1990 Knots Landing – als Patricia Williams – 45 afl.
- 1986 Foofur – als diverse stemmen – 3 afl.
- 1984 – 1985 E/R – als Julie Williams – 22 afl.
- 1985 The Atlanta Child Murders – als Selena Cobb – 2 afl.
- 1982 – 1984 Hill Street Blues – als Marty Nichols – 7 afl.
- 1981 Lou Grant – als Sharon McNeil – 2 afl.
- 1979 – 1981 Soap – als Polly Dawson – 10 afl.
- 1979 Roots: The Next Generations – als Irene Harvey – 2 afl.
- 1977 Roots – als Irene Harvey – 3 afl.
- 1974 – 1975 That's My Mama – als Tracy Curtis Taylor – 22 afl.

- Library of Congress Control Number: no2009085205
- SNAC: w6qn9bbx
- Virtual International Authority File: 90505194
- WorldCat: E39PBJkHm8hxy7D3g9ChcxrjG3